# Glauco Santoni
Glauco Santoni, né le 19 janvier 1952 à Villa Verucchio (Émilie-Romagne), est un coureur cycliste italien, professionnel de 1975 à 1985. Il s'est notamment classé deuxième d'une étape du Tour de France 1977 à Morzine. 

## Palmarès
- 1971
  - Circuit de Cesa
- 1974
  - Trofeo Alcide Degasperi
  - Giro delle Valli Aretine
- 1976
  - 3e du Tour d'Émilie
- 1982
  - Cronostaffetta (par équipes)
- 1985
  - 10ea étape du Tour de Suisse (contre-la-montre par équipes)

## Résultats sur les grands tours

### Tour de France
4 participations
- 1977 : abandon (17e étape)
- 1979 : 54e
- 1984 : 70e
- 1985 : abandon (5e étape)

### Tour d'Italie
8 participations
- 1975 : 34e
- 1976 : 41e
- 1977 : 48e
- 1978 : 29e
- 1980 : abandon (20e étape)
- 1981 : 38e
- 1983 : abandon (17e étape)
- 1984 : 22e

### Tour d'Espagne
1 participation
- 1975 : 41e